# Прибутковий будинок Леонідова
Прибутковий будинок Леонідова (рос. Доходный дом Леонидова; будинок, у якому жили і працювали письменники Олександр Бахарєв і Віталій Сьомін) — будівля, побудована на початку XX століття на вул. В. Садова, 30/45 в місті Ростов-на-Дону. Виявлений пам'ятник культури. 

## Історія
Прибутковий будинок А. А. Леонідова розташований на перетині вулиці Енгельса (нині Велика Садова) і Халтуринского провулка (нині В. Нікольський провулок). Побудований на початку XX століття.
У будинку жив і працював письменник і журналіст Олександр Бахарєв. Сім'я Олександра Арсенійовича Бахарєва проживала в квартирі на третьому поверсі. Тут О. А. Бахарєв (1911-1974) жив і працював з 1950 по 1974 рік. Тут письменник писав нариси про Волго-Донському каналі, про спадщину російського біолога і селекціонера І. В. Мічуріна, про життя людей у колхозах. З 1961 по 1974 року письменник возлавлял правління Ростовської обласної письменницької організації, був нагороджений орденами «Знак пошани», «Червоного прапора» і медалями. Вікна його квартири виходили на північ.
У це ж будинку на четвертому поверсі мешкала родина Сьоміних. Віталій Миколайович Сьомін (1928 -1978) є автором кількох романів: «Женя і Валентина» (1972), «Нагрудний знак ОСТ»; оповідань: «Ася Олександрівна», «Наші старі», «В гостях у тіток», «Хазяїн», «У сорок другому», «На річці», «Гей!», «Вниз по річці» та ін.
Меморіальний вигляд квартир письменників до теперішнього часу втрачено.
У 1983 році на фасаді будівлі встановили дві меморіальні дошки з написами: «В цьому будинку з 1950 по 1974 рік жив і працював письменник Бахарєв Олександр Арсенійович. 1911 - 1978 рр.» і «В цьому будинку з 1970 по 1978 рр. жив і працював письменник Сьомін Віталій Миколайович. 1927 - 1978 рр.».

## Архітектура
Будівля в Ростові-на-Дону по вулиці Велика Садова, 30 побудовано на початку XX століття як прибутковий будинком купця А. А. Леонідова. Після  Жовтневого перевороту, в 20-х роках ХХ століття, будинок був націоналізований. Його перші поверхи віддані під різні установи, верхні – під житлові кімнати і квартири. Будинок має підвали, покритий двосхилим дахом.
Парадні фасади цього Г-образного чотириповерхового цегляного будинку виконані з використанням стилізації деталей бароко і класицизму. Поверхове членування будівлі виконано міжповерховими профільованими тягами і карнизом. Вікна верхніх поверхів прикрашені профільованими лиштвами. На 2 і 4 поверхах лиштви доповнені сандриками, на 3 поверсі зроблені декоративні кам'яні замки. Вікна другого поверху напівциркульні. Вигляд фасаду будинку доповнюють ліпні деталі: раковини, декоративні кронштейни та ін. Парадний вхід фасаду виділено раскреповкой. Планування 2, 3, 4 поверхів — секційна, на першому поверсі влаштовано кілька допоміжних приміщень.